# Psychoda albidonigra
Psychoda albidonigra és una espècie d'insecte dípter pertanyent a la família dels psicòdids que es troba a Àfrica: Kenya.